# Holocneminus piritarsis
Holocneminus piritarsis är en spindelart som beskrevs av Lucien Berland 1942. Holocneminus piritarsis ingår i släktet Holocneminus och familjen dallerspindlar. Inga underarter finns listade i Catalogue of Life.